# Sistema Magnoliofitov
Sistema Magnoliofitov (abreviado Sist. Magnoliof.) es un libro con ilustraciones y descripciones botánicas que fue escrito por el botánico soviético -armenio Armén Tajtadzhián y publicado en Leningrado en el año 1987.